# Insana (Nordzentraltimor)
Insana ist ein Distrikt (Kecamatan) des indonesischen Regierungsbezirks (indonesisch Kabupaten) Nordzentraltimor (Timor Tengah Utara)  in der Provinz Ost-Nusa-Tenggara (Nusa Tenggara Timur) auf der Insel Timor. Der Verwaltungssitz befindet sich in Oelolok im Desa Ainiut.

## Geographie
| „Dorf“ (Desa)              | Fläche    | Einwohner | Bevölkerungs- dichte |
| -------------------------- | --------- | --------- | -------------------- |
| Nansean                    | 14,00 km² | 937       | 67                   |
| Susulaku A                 | 14,00 km² | 1.054     | 75                   |
| Ainiut                     | 23,35 km² | 1.346     | 58                   |
| Loeram                     | 12,00 km² | 1.192     | 99                   |
| Oenbit                     | 81,00 km² | 2.434     | 30                   |
| Nunmafo                    | 30,00 km² | 2.014     | 67                   |
| Manunain A                 | 16,00 km² | 1.705     | 107                  |
| Manunain B                 | 30,00 km² | 1.073     | 36                   |
| Tapenpah                   | 10,14 km² | 1.082     | 107                  |
| Sekon                      | 9,86 km²  | 1.053     | 107                  |
| Susulaku B                 | 17,00 km² | 756       | 44                   |
| Fatoin                     | 6,00 km²  | 1.404     | 234                  |
| Keun                       | 10,00 km² | 1.123     | 112                  |
| Botof                      | 10,00 km² | 687       | 69                   |
| Fatu’ana                   | 16,00 km² | 851       | 53                   |
| Bitauni                    | 20,73 km² | 1.106     | 53                   |
| Ostnansean (Nansean Timur) | 13,00 km² | 457       | 35                   |

Insana liegt im Südosten des Regierungsbezirks Nordzentraltimor. Insana grenzt im Norden an die Distrikte Biboki Tanpah und Südbiboki (Biboki Selatan), im Westen an die Distrikte Zentralinsana (Insana Tengah) und Westinsana (Insana Barat) und im Süden an den Distrikt Südbikomi (Bikomi Selatan). Im Osten befindet sich der Regierungsbezirk Malaka. Insana hat eine Fläche von 333,08 km². Die Bevölkerungsdichte beträgt 61,00 Einwohner pro Quadratkilometer. 12.640 Hektar von Insana sind bewaldet.
Der Distrikt unterteilt sich in 17 administrative Dörfer. 16 davon sind als Desa definiert, Bitauni ist aber ein Kelurahan, bei dem der Dorfvorsteher nicht gewählt, sondern als öffentlich Angestellter vom Distrikt eingesetzt wird. Größtes „Dorf“ ist Oenbit mit 2.434 Einwohnern auf einer Fläche von 81,00 km². Sein Hauptort ist der einzige der Dörfer, der auf einer Meereshöhe zwischen 500 m und 700 m liegt. Alle anderen befinden sich unter 500 m.
Das tropische Klima wird von einer Regenzeit von Dezember bis März und einer Trockenzeit von Juni bis September bestimmt. 2016 fielen an 68 Regentagen insgesamt 1.001 mm Niederschläge.

## Einwohner
2016 lebten im Distrikt 20.274 Menschen (10.040 Männer und 10.234 Frauen) in 4.842 Haushalten. 2016 gab es im Distrikt 370 Geburten und 132 Todesfälle. 2.381 Einwohner waren 0 bis 4 Jahre alt, 328 waren 75 Jahre oder älter.
19.495 Menschen bekennen sich zum katholischen Glauben, 458 Personen sind Protestanten und 321 Muslime. Im Distrikt gibt es zwei katholische Kirchen, 16 Kapellen, eine protestantische Kirche und eine Moschee.

## Geschichte
Der Name des Distrikts leitet sich vom alten timoresischen Reich von Insana ab. Dieses war eines der Reiche, die sich als Vasall von Wehale mit dem Vertrag von Paravicini 1756 unter die Oberhoheit der Niederländischen Ostindien-Kompanie (VOC) stellten.

## Öffentliche Einrichtungen
Im Distrikt gibt es einen Kindergarten, 22 Grundschulen, acht Junior High Schools und zwei Senior High Schools mit insgesamt 460 Lehrern. 69 Gesundheitseinrichtungen stehen für eine medizinische Versorgung zur Verfügung.

## Wirtschaft und Infrastruktur
255,51 km² des Distrikts werden landwirtschaftlich genutzt.
Auf 319 Hektar wurde im Distrikt 2015 Reis angebaut und 2.008 Tonnen geerntet. Auf 7.864 Hektar erzielte man eine Ernte von 16.452 Tonnen Mais und 500 Hektar brachten 5.184 Tonnen Maniok.
An Obst erntete 2016 man Avocados (3,9 Tonnen), Mangos (25,0 Tonnen), Bananen (128,0 Tonnen) und Ananas (3,6 Tonnen). Weitere landwirtschaftliche Produkte sind Erdnüsse, Grüne Bohnen, Tomaten, Auberginen, Kürbisse, Wasserspinat, Kokosnüsse, Kaffee, Cashewnüsse, Kakao, Lichtnüsse, Kapok, Arecanüsse, Vanille, Baumwolle, Tabak, Tamarind und Betelnüsse. Insgesamt sind im Distrikt 7.852 Hektar Ackerland. 2016 hielt man als Nutztiere 1.289 Rinder, drei Wasserbüffel, 51 Pferde, 801 Ziegen, 3.940 Schweine und 15.218 Hühner.
43 Menschen arbeiten in 29 handwerklichen oder kleinindustriellen Betrieben. Es handelt sich dabei um Firmen aus der Textil-, Leder- und Holzindustrie. Außerdem arbeiten im Distrikt 38 Kleinhändler. Weitere Dienstleister im Distrikt sind zwei Copy-Shops und sechs Reifenhändler.